# Tour Swiss Life
La Tour Swiss Life è un grattacielo situato a Lione, nel quartiere La Part-Dieu.
Con un'altezza di 82 metri e con 21 piani, questa torre ha la particolarità di essere circondata da una fossa e di avere il piano terra al livello -1, l'ingresso è tramite una passerella.